# Gaffellibel
De gaffellibel (Ophiogomphus cecilia) is een echte libel (Anisoptera) uit de familie van de rombouten (Gomphidae). Het is een in Nederland zeer zeldzame soort met grasgroene kop en grasgroen borststuk.
De wetenschappelijke naam van de soort werd in 1785 als Libellula cecilia gepubliceerd door Étienne Louis Geoffroy.

## Veldkenmerken
De gaffellibel is meestal direct te herkennen aan de grasgroene kleur van kop, ogen en borststuk en het begin van het achterlijf. Het achterlijf is verder zwart met een reeks lange, ingesnoerde en spits toelopende gele vlekken op de rug (in bovenaanzicht). Het borststuk is getekend met smalle groene lijnen en een gereduceerde eerste zijnaadstreep. Bij jonge of heel oude individuen is de kenmerkende groene kleur soms niet zichtbaar of onopvallend. Mannetjes hebben een duidelijke knotsvormige verbreding aan het einde van het achterlijf (segmenten 7–10). Vrouwtjes zijn vergelijkbaar getekend als mannetjes, maar hebben een breder postuur en nauwelijks een knotsvormige verbreding van het achterlijf. De lichaamslengte van volwassen dieren ligt tussen 50 en 60 millimeter.
De larve is relatief groot voor een rombout (27–32 mm lang) en heeft een breed lichaam met goed ontwikkelde rugknobbels.

## Vliegtijd
De vliegtijd van de gaffellibel is van eind mei tot in september, maar vooral in juli en augustus.

## Gedrag en voortplanting
De larven leven ingegraven in de bodem van een beek of rivier, in zand of grind. Ze overwinteren drie (soms twee of vier) keer en sluipen uit vanaf eind mei tot in augustus. Gaffellibellen die nog niet geslachtsrijp zijn, kunnen ver van het water vandaan vliegen om te jagen en te rusten. Deze dieren zijn vaak zonnend op de grond, op een boomstam of een steen te vinden. Beschutte bosranden en zonnige bospaden zijn favoriet. Geslachtsrijpe mannetjes keren terug naar het water waar ze langs de kant en boven het water patrouilleren. Hierbij gaan ze vaak zitten op een steen, een kaal stukje grond of een uitstekende tak. Voor het eierleggen vliegt het wijfje zonder mannetje over rustige gedeelten van een riviertje of beek en tipt met de punt van het achterlijf de eieren in open water af, in de vorm van eiklompjes die eerst uit het achterlijf worden geperst. De eieren zijn ovaal en ca. 0,5 mm lang, met aan één pool een stomp uitsteekseltje.

## Habitat
De habitat van de gaffellibel bestaat uit rivieren en grote beken met een bodemsubstraat van bij voorkeur kiezels of grof zand. Vaak staan er bomen en struiken op de oevers, maar een deel van de oever moet onbegroeid zijn. De wateren zijn minimaal enkele meters breed en niet of nauwelijks begroeid. De soort verkiest helder water, maar komt ook voor in minder heldere rivieren.

## Verspreidingsgebied
Het verspreidingsgebied van de gaffellibel beslaat Europa, Centraal-Azië en Rusland. De soort komt niet voor in Afrika. In Europa is het een soort van Midden- en Noordoost-Europa, met daarnaast enkele geïsoleerde populaties in Frankrijk, Italië en Zuidoost-Europa. De soort ontbreekt op het Iberisch Schiereiland, de Britse Eilanden, in Zweden en Noorwegen. De soort is op 6 augustus 2015 voor het eerst waargenomen in België. In Nederland komt de gaffellibel alleen voor langs de Roer en de Swalm in Limburg. Mogelijk breidt de Gaffellibel zich langzaam uit in Limburg en kan de soort in de toekomst ook weer gezien worden langs de Maas.

## Bedreigingen en bescherming
De soort staat op de Rode Lijst van de IUCN als niet bedreigd, beoordelingsjaar 2007; de trend van de populatie is volgens de IUCN stabiel. Op de Nederlandse Rode Lijst (2004) gold de gaffellibel nog als ernstig bedreigd, maar op de lijst van 2015 is de status veranderd in bedreigd.

## Verwante en gelijkende soorten
Verwarring is mogelijk met andere rombouten, vooral de plasrombout (Gomphus pulchellus), beekrombout (Gomphus vulgatissimus) en kleine tanglibel (Onychogomphus forcipatus). Meestal zijn gaffellibellen goed te herkennen aan de grasgroene kleur van kop, borststuk en begin achterlijf. Bij jonge of oude exemplaren kan de groene kleur echter (vrijwel) ontbreken. Verwarring komt voor met de plasrombout, die eveneens smalle strepen op het borststuk heeft, maar voor het overige wijkt de tekening van borststuk en achterlijf af. De beekrombout heeft ook vaak een groengele grondkleur, maar deze heeft veel meer zwart op poten, borststuk en achterlijf. Vrouwtjes van de kleine tanglibel lijken op vrouwtjes gaffellibel, maar hebben een 'drukke' borststuktekening van brede zwarte strepen, bredere achterlijfsvlekken en geen groen op kop en borststuk.
In het larvestadium is ook verwarring mogelijk met de kleine tanglibel (deze heeft echter een zijdoorn op segment 6) en met het geslacht van de rombouten (maar bij deze ontbreken de rugknobbels die de gaffellibel wel heeft).

## Synoniemen
- Ophiogomphus bellicosus Voronocovsky, 1909